# Kakurin-ji (Kakogawa)

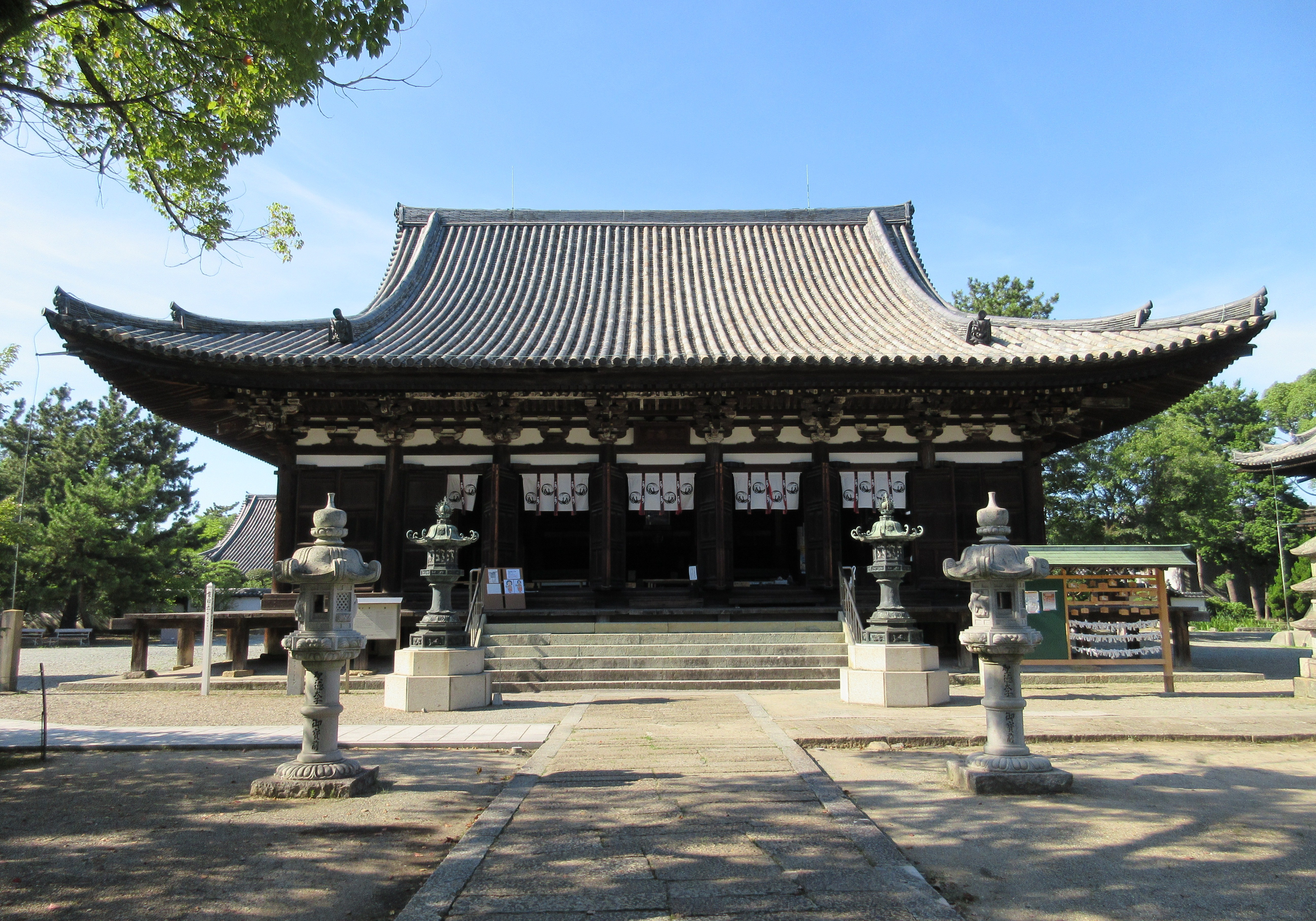
Haupthalle

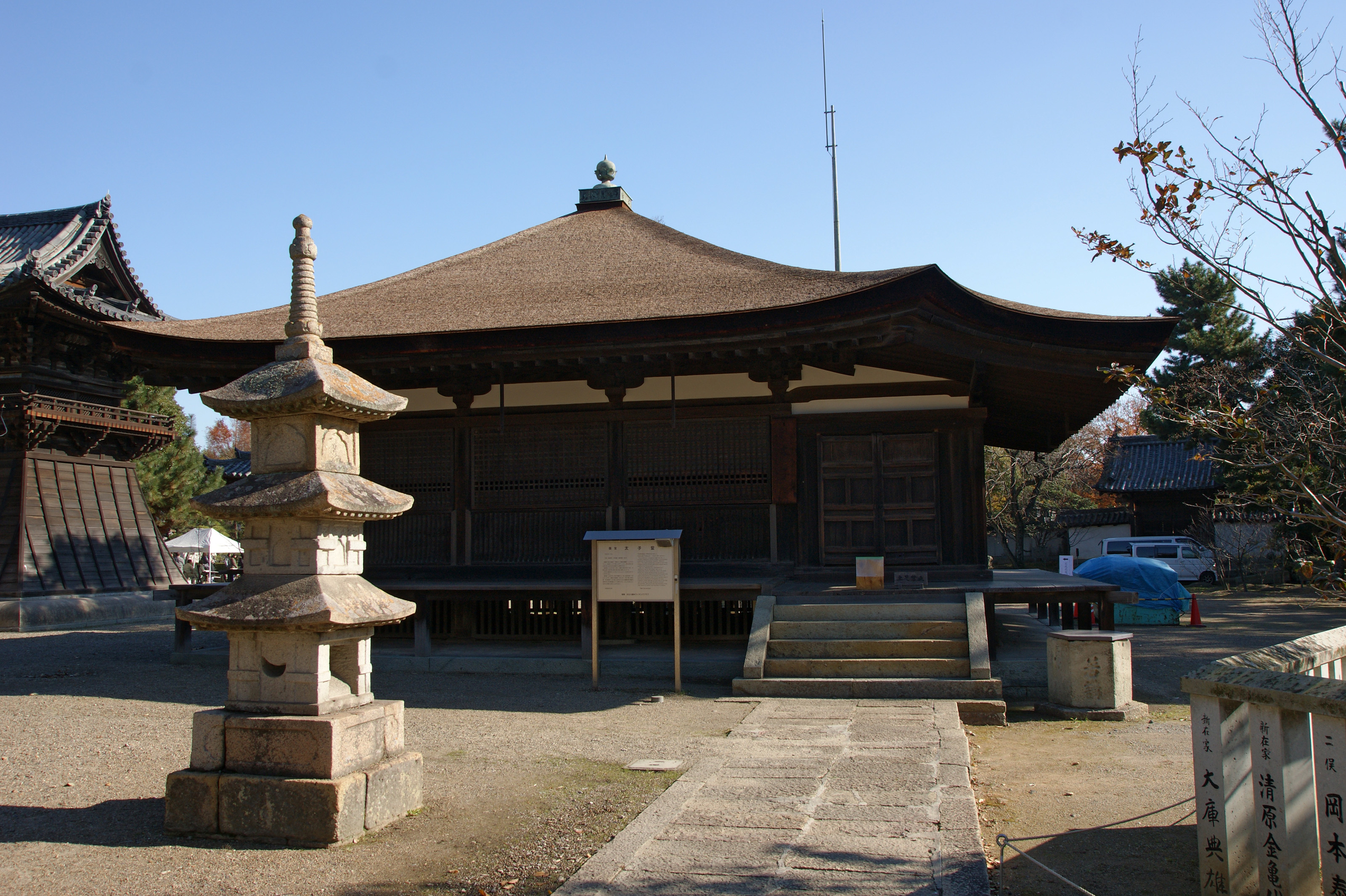
Taishidō

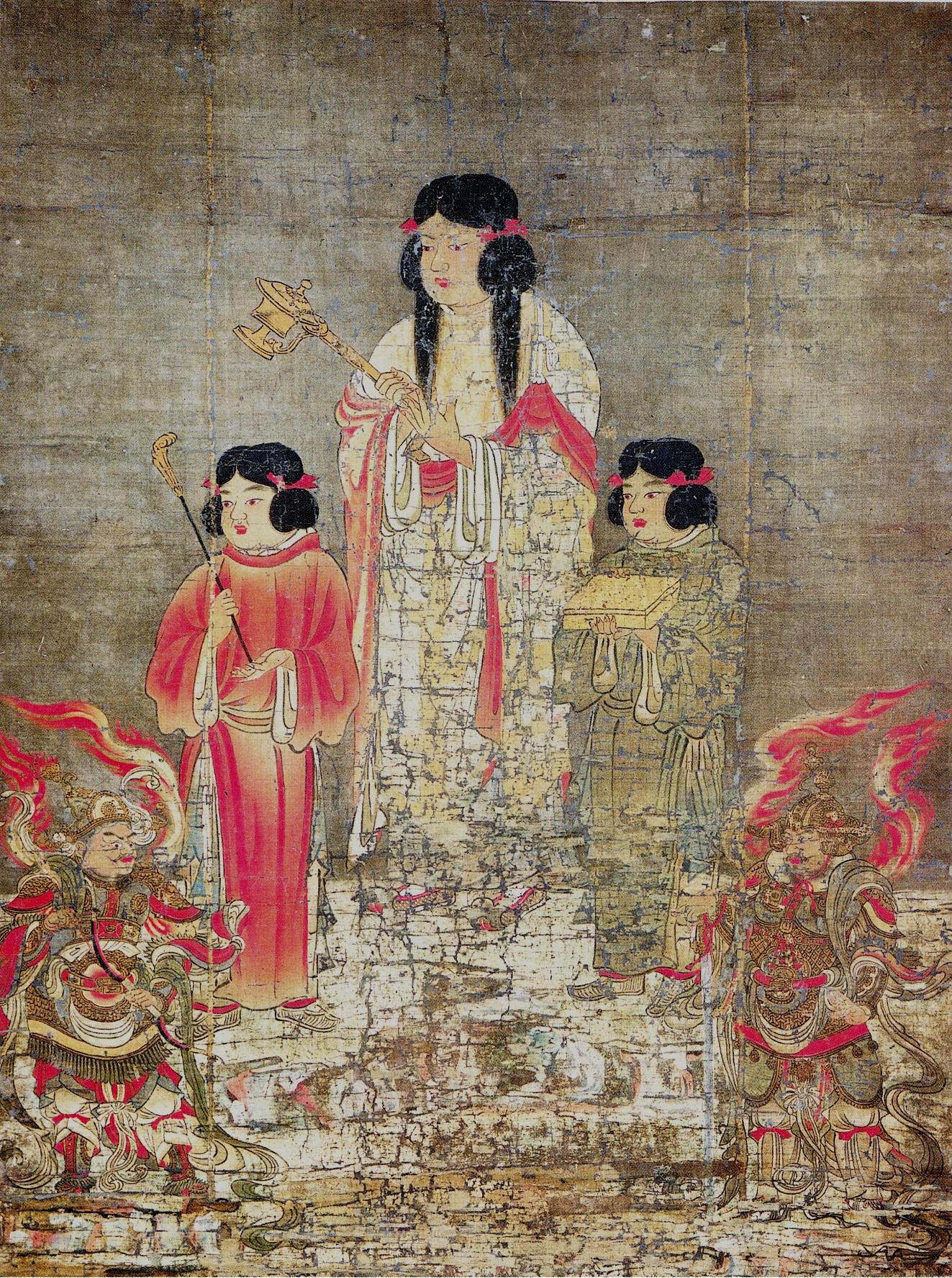
Shotoku mit Begleitern

Der Totasan Kakurin-ji (japanisch 刀田山鶴林寺), wie er ausführlich heißt, ist ein Tempel der Tendai-Schule in Kakogawa, Präfektur Hyōgo, Japan. Er wurde von Prinz Shōtoku im Jahre 589 gegründet.

## Geschichte
In der Mitte des 6. Jahrhunderts kam der koreanische Mönch Eben (恵便, koreanisch: Hyebyeon) nach Japan. Auf der Flucht vor den antibuddhistisch eingestellten Mononobes suchte er in dieser Gegend Zuflucht. Shōtoku Taishi, damals 7 Jahre alt, suchte Eben auf, um dessen Lehre zu hören. Mit 16 Jahren errichtete Shōtoku hier eine Glaubenshalle, Vorläuferin der heute ausgedehnten Tempelanlage. Mit dem Wiederaufleben des Shōtoku-Verehrung zwischen dem 12. und 16. Jahrhunderts wuchs die Anlage, bis dann in der Folgezeit Oda Nobunaga und das Tokugawa-Shogunat die Aktivitäten stark einschränkten, ohne sie jedoch zum Erliegen zu bringen.
2013 wurde der Asteroid (52285) Kakurinji nach dem Tempel benannt.

## Die einzelnen Gebäude
(⦿ = Nationalschatz, ◎ = Wichtiges Kulturgut Japans)
- ⦿ Taishidō (太子堂), 1112. Es ist das älteste Gebäude der Präfektur.
- ⦿ Die Haupthalle (本堂), nach einer Markierung im Gebälk auf 1397 datiert. Das Gebäude ist ein gutes Beispiel für einen gemischten Stil: Zen-Architektur mit altjapanischen Stilelementen.
- ◎ Jōgyōdō (常行堂), Heian-Zeit.
- ◎ Gyōjadō (行者堂), 1406.
- ◎ Glockenturm (鐘楼), 1407.
- ◎ Gomadō (護摩堂), 1563.
- Pagode (三十塔), Muromachi-Zeit.
- Tempeltor (仁王門), Niō-Tor als Rōmon, 1672.
- Kannondō (観音堂), 1705.
- Shin-Yakushidō (新薬師堂)

## Tempelschätze (Auswahl)

### Skulpturen und Objekte
- Heilige Kannon (聖観音), Bronze, Hakuhō-Zeit. Die Kannon soll bei einem Versuch, sie zu rauben, a-itata (es tut weh!) gerufen haben, worauf die Räuber sie stehen ließen.
- Elfgesichtige Kannon (十一面観音), Holz, Frühe Heian-Zeit.
- Figurengruppe in der Taishidō: Shaka (釈迦) mit Monju (文殊) und Fugen (普賢) und den Vier Himmelskönigen (四天王).
- Miniaturschrein (髹漆厨子) mit einer Shōtoku-Figur. Der Schrein wird jährlich zu Shōtoku-Festtagen vom 21. bis 23. März geöffnet.

### Bilder
- Shōtoku Taishi mit Begleitern, Kamakura-Zeit.
- Shōtokus illustrierte Lebensgeschichte (聖徳太子絵伝, Shōtoku Taishi eden).
- Amida-Buddha mit zwei Begleitern, Kōrai-Zeit (918–1392).

## Bilder

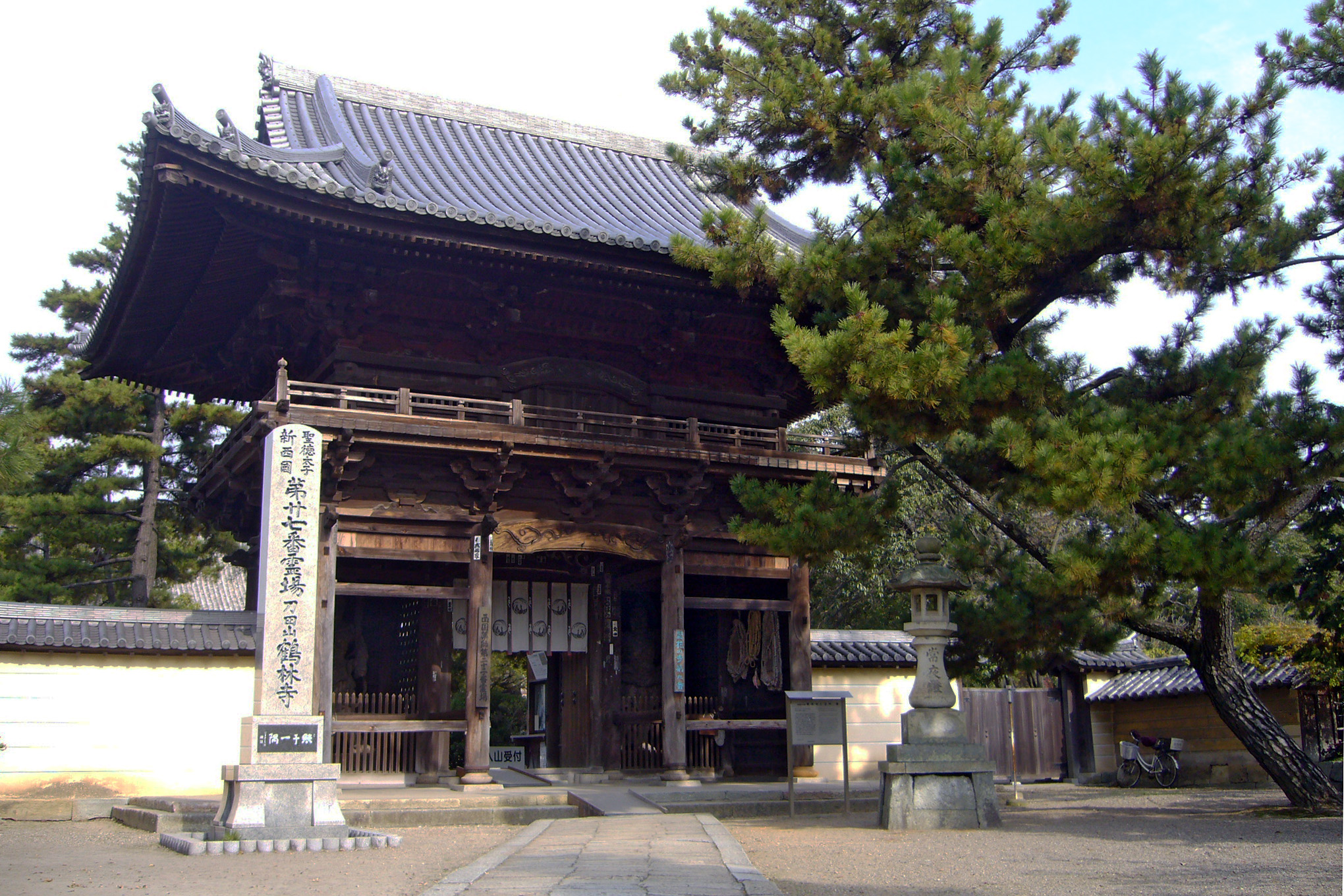
Tempeltor
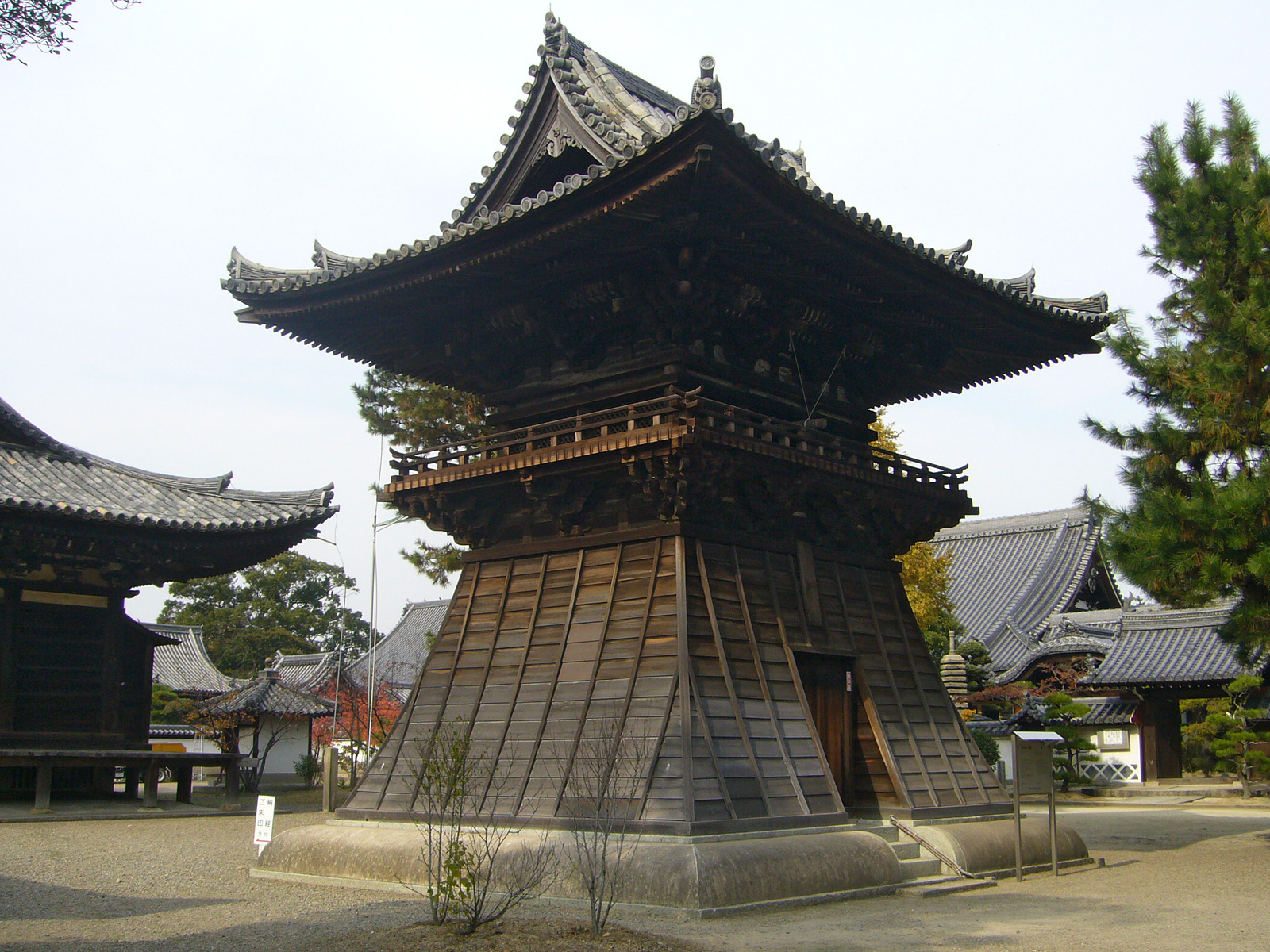
Glockenturm
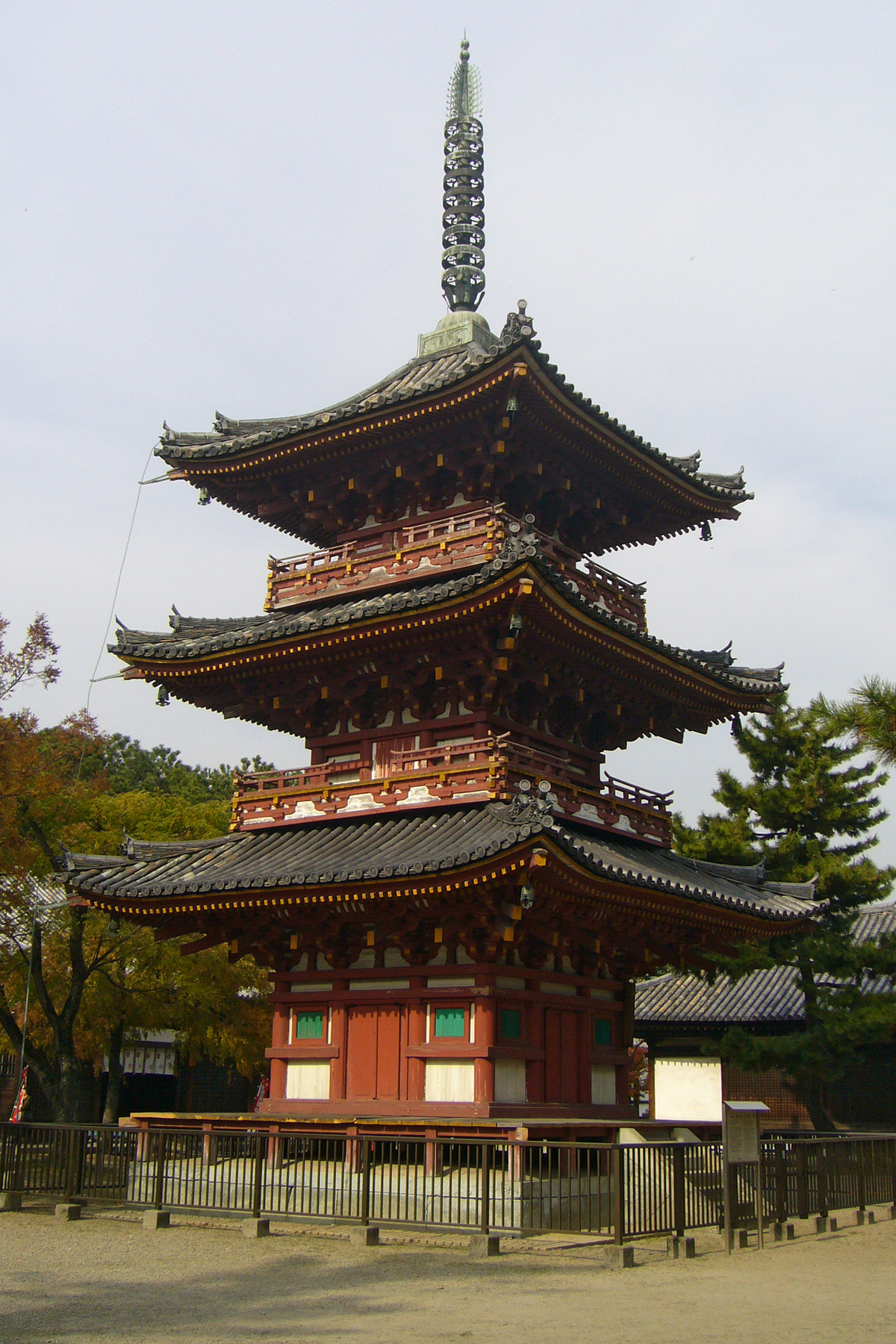
Dreistöckige Pagode
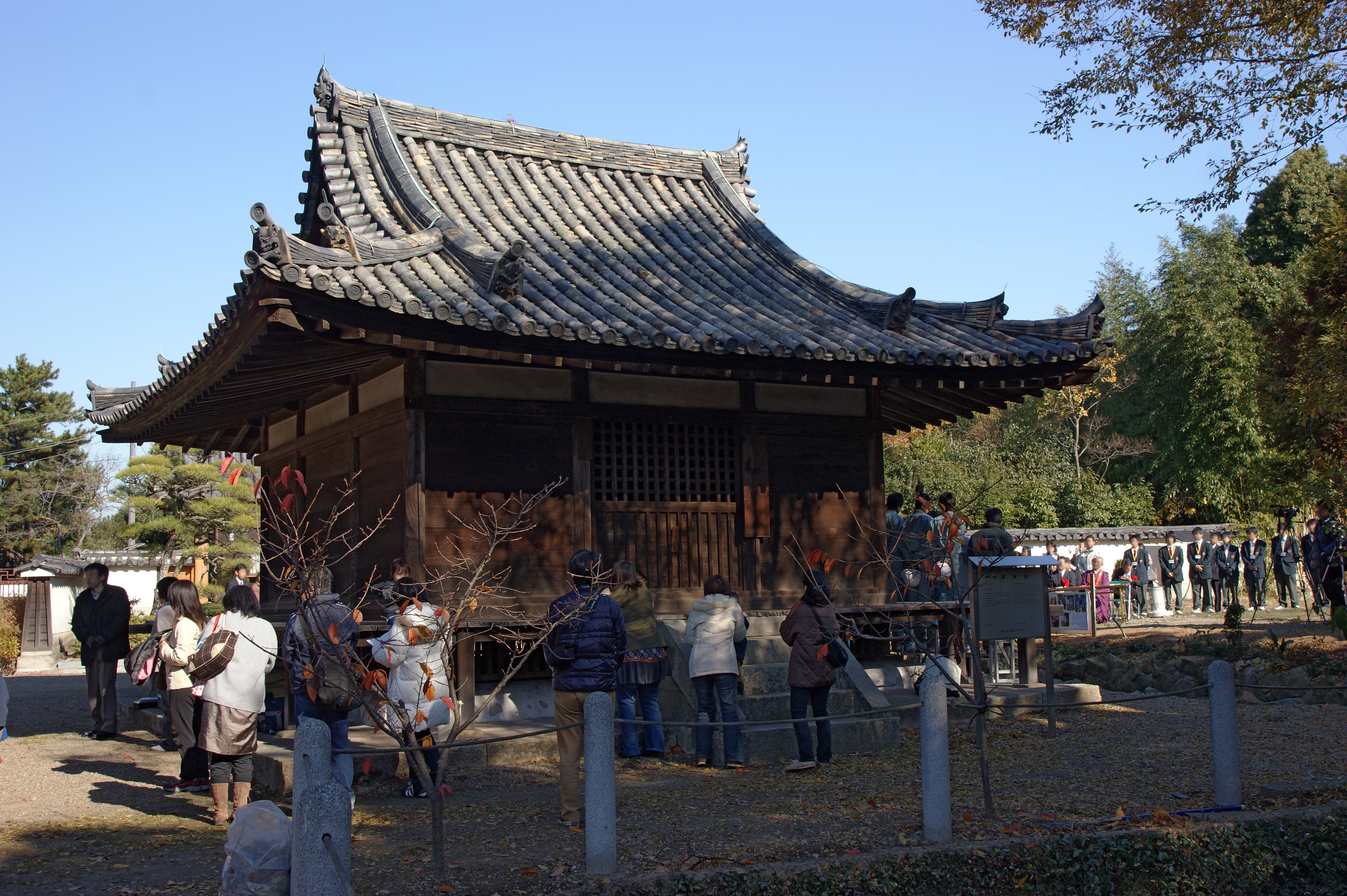
Gomadō
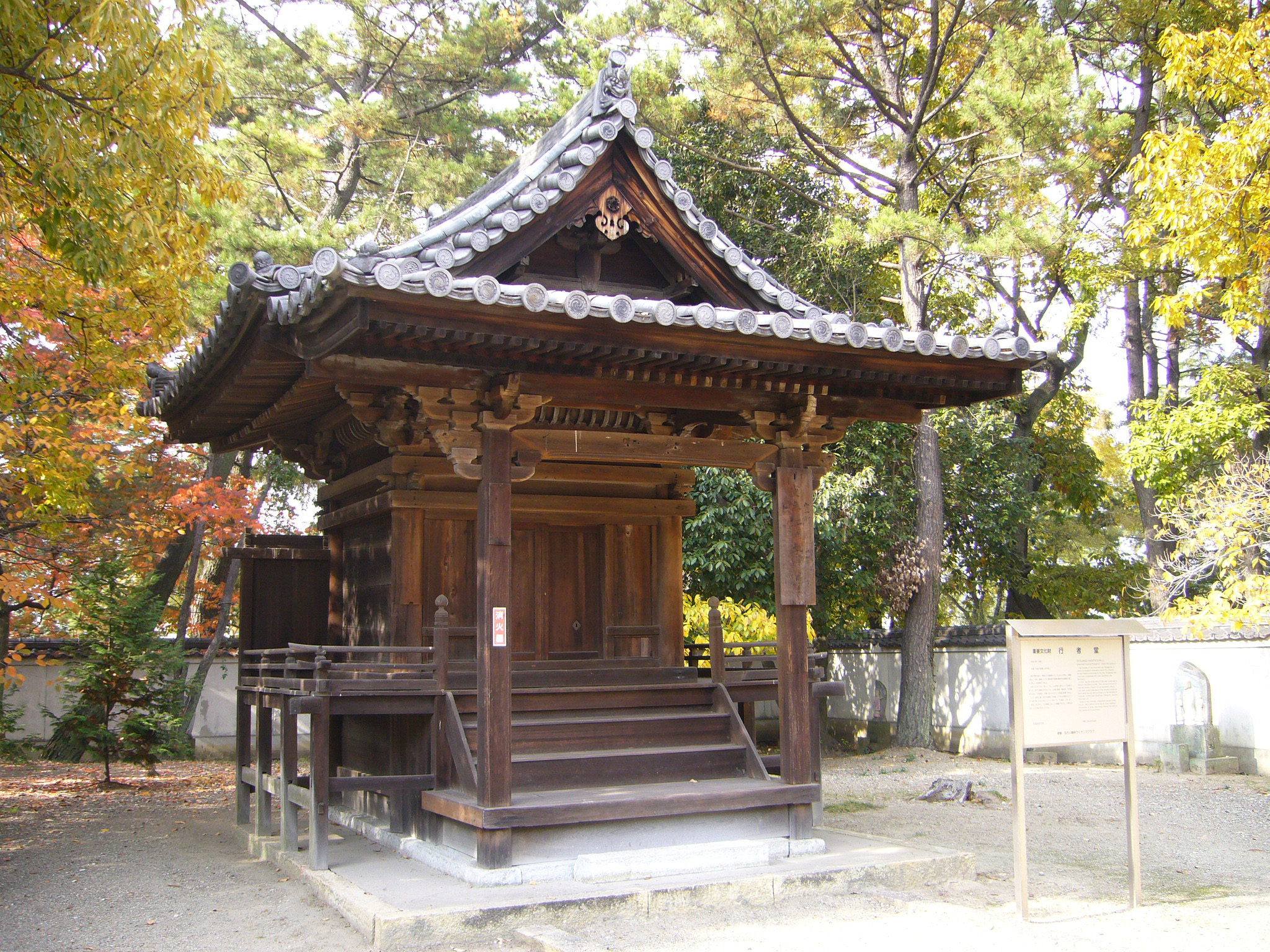
Gyojadō